# Tampa Bay Buccaneers 1991
La stagione 1991 dei Tampa Bay Buccaneers è stata la 16ª della franchigia nella National Football League. Vinny Testaverde fu sostituito da Chris Chandler come quarterback titolare. L'allenatore Williamson fu licenziato a fine stagione.
I registri delle tasse in seguito rivelarono che Buccaneers erano una delle squadre con i migliori profitti all'epoca, anche il proprietario Hugh Culverhouse annunciò che i Bucs stavano perdendo soldi e che avevano bisogno di giocare a Orlando, Florida per finanziarsi. Tali registri rivelarono che Culverhouse gestiva la franchigia principalmente come un business, svincolando spesso i giocatori migliori piuttosto che offrire loro contratti adeguati.

## Scelte nel Draft 1991
|  | = Pro Bowler |

| Scelta | Giro | Giocatore        | Ruolo            | College          |
| 7      | 1    | Charles McRae    | Tackle           | Tennessee        |
| 66     | 3    | Lawrence Dawsey  | Wide Receiver    | Florida State    |
| 80     | 3    | Robert Wilson    | Running Back     | Texas A&M        |
| 93     | 4    | Tony Covington   | Defensive Back   | Virginia         |
| 120    | 5    | Terry Bagsby     | Linebacker       | East Texas State |
| 136    | 5    | Tim Ryan         | Guard            | Notre Dame       |
| 147    | 6    | Rhett Hall       | Defensive Tackle | California       |
| 174    | 7    | Calvin Tiggle    | Linebacker       | Georgia Tech     |
| 207    | 8    | Marty Carter     | Defensive Back   | MTSU             |
| 233    | 9    | Treamelle Taylor | Wide Receiver    | Nevada           |
| 260    | 10   | Pat O'Hara       | Quarterback      | USC              |
| 265    | 10   | Hyland Hickson   | Running Back     | Michigan State   |
| 287    | 11   | Mike Sunvold     | Defensive Tackle | Minnesota        |
| 314    | 12   | Al Chamblee      | Linebacker       | Virginia Tech    |

## Calendario
| Stagione regolare |                    |                       |                    |                    |                               |                    |                    |                    |
| Turno             | Data               | Avversario            | Risultato          | Ora                | Stadio                        | TV                 | Pubblico           | Record             |
| 1                 | 1/9/1991           | at New York Jets      | S 16–13            | 1:00               | The Meadowlands               | CBS                | 61,204             | 0–1                |
| 2                 | 8/9/1991           | Chicago Bears         | S 21–20            | 1:00               | Tampa Stadium                 | CBS                | 65,625             | 0–2                |
| 3                 | 15/9/1991          | at Green Bay Packers  | S 15–13            | 1:00               | Lambeau Field                 | CBS                | 58,114             | 0–3                |
| 4                 | 22/9/1991          | Buffalo Bills         | S 17–10            | 4:00               | Tampa Stadium                 | NBC                | 57,323             | 0–4                |
| 5                 | 29/9/1991          | at Detroit Lions      | S 31–3             | 1:00               | Pontiac Silverdome            | CBS                | 44,479             | 0–5                |
| 6                 | 6/10/1991          | Philadelphia Eagles   | V 14–13            | 1:00               | Tampa Stadium                 | CBS                | 41,219             | 1–5                |
| 7                 | Settimana di pausa | Settimana di pausa    | Settimana di pausa | Settimana di pausa | Settimana di pausa            | Settimana di pausa | Settimana di pausa | Settimana di pausa |
| 8                 | 20/10/1991         | at New Orleans Saints | S 23–7             | 1:00               | Louisiana Superdome           | CBS                | 68,591             | 1–6                |
| 9                 | 27/10/1991         | Green Bay Packers     | S 27–0             | 1:00               | Tampa Stadium                 | CBS                | 40,275             | 1–7                |
| 10                | 3/11/1991          | at Minnesota Vikings  | S 28–13            | 1:00               | Hubert H. Humphrey Metrodome  | CBS                | 35,737             | 1–8                |
| 11                | 10/11/1991         | Detroit Lions         | V 30–21            | 1:00               | Tampa Stadium                 | CBS                | 37,742             | 2–8                |
| 12                | 17/11/1991         | at Atlanta Falcons    | S 43–7             | 1:00               | Atlanta-Fulton County Stadium | CBS                | 41,274             | 2–9                |
| 13                | 24/11/1991         | New York Giants       | S 21–14            | 1:00               | Tampa Stadium                 | CBS                | 63,698             | 2–10               |
| 14                | 1/12/1991          | at Miami Dolphins     | S 33–14            | 1:00               | Joe Robbie Stadium            | CBS                | 51,036             | 2–11               |
| 15                | 8/12/1991          | Minnesota Vikings     | S 26–24            | 1:00               | Tampa Stadium                 | CBS                | 41,091             | 2–12               |
| 16                | 14/12/1991         | at Chicago Bears      | S 27–0             | 12:30              | Soldier Field                 | CBS                | 54,719             | 2–13               |
| 17                | 22/12/1991         | Indianapolis Colts    | V 17–3             | 1:00               | Tampa Stadium                 | NBC                | 28,043             | 3–13               |